# Barsag Kiesajew
Barsag Ludwigowicz Kiesajew (ros. Барсаг Людвигович Кесаев; ur. 3 sierpnia 1988) – rosyjski zapaśnik startujący w stylu wolnym. Piąty w Pucharze Świata w 2011. Wicemistrz Rosji w 2011 roku.